# DFW C.V

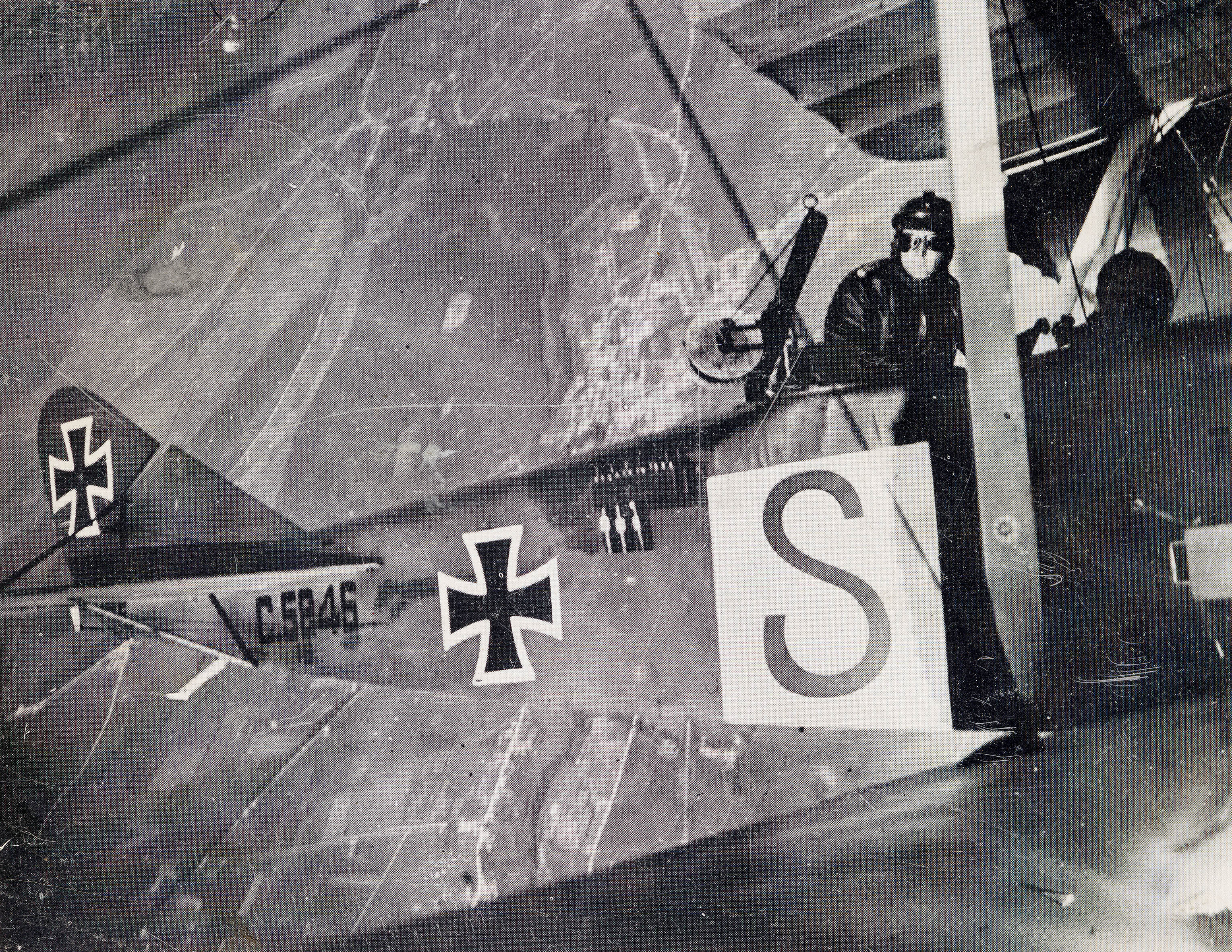
Efektní snímek letounu DFW C.V (Aviatik) s kulometem LMG-14 „Parabellum“

DFW C.V byl německý jednomotorový průzkumný letoun používaný v první světové válce od roku 1916. Byl vyvinut firmou DFW (Deutsche Flugzeugwerke) a později byl vyráběn společnostmi Aviatik, LVG a Halberstadt. Stroje vyrobené u Aviatiku nesly označení Aviatik C.VI a stroje vyrobené u LVG byly označovány jako LVG C.VI.
Letouny DFW C.V byly mezi piloty velmi oblíbené a často se používaly i jako lehké bombardéry. Typ patřil k nejlepším německým letounům třídy C.
Letoun byl během války vyráběn ve velkých sériích (kolem 3000 kusů). Mnoho strojů přežilo válku a po ní bylo používáno jako dopravní letouny.
Dva DFW C.V sloužily mezi lety 1918 a 1921 ve finském letectvu. Bulharské letectvo získalo šest DFW C.V v roce 1917 a používalo je až do roku 1922.

## Specifikace (DFW C.V)

### Technické údaje
- Posádka: 2
- Rozpětí: 13,10–13,27 m
- Délka: 7,80–7,90 m
- Výška: 3,25 m
- Nosná plocha: 38,2 m²
- Hmotnost (prázdný): 970 kg
- Hmotnost (naložen): 1 430 kg
- Pohonná jednotka: řadový vodou chlazený Benz D.IV o výkonu 200 k nebo N.A.G. (National Automobil-Gesellschaft AG) o výkonu 185 k

### Výkony
- Maximální rychlost: 155 km/h
- Dostup: 5 000 m
- Dolet: 500 km

### Výzbroj
- 1x pevný kulomet ráže 7,9 mm
- 1x pohyblivý kulomet LMG-14 „Parabellum“ ráže 7,9 mm
- 180 kg bomb